# Chiesa di San Salvatore a Ponte Rotto

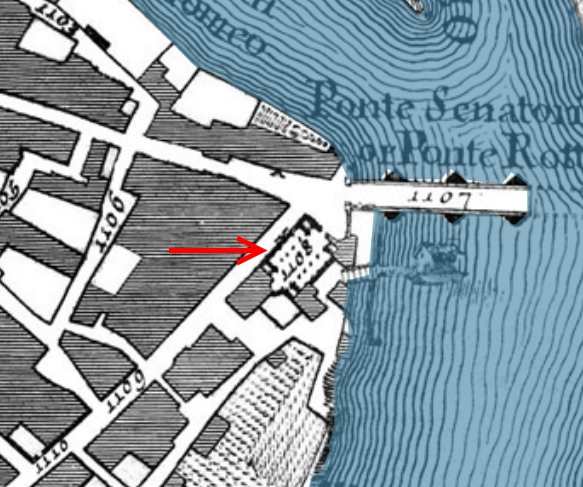
La freccia indica la posizione dell'edificio (dalla pianta di Giovanni Battista Nolli del 1748.

San Salvatore a Ponte Rotto (San Salvatore de Pede Pontis o  San Salvatore al Ponte Santa Maria)  era una chiesa di Roma, situata a Trastevere, all'estremità del Ponte Rotto, sulla riva destra del fiume. Fu demolita nel 1886 e sul sito che occupava c'è l'estremità occidentale del Ponte Palatino. Era dedicata a Cristo Salvatore.

## Storia
La chiesa appare per la prima volta in una bolla pontificia di papa Gregorio VII (r. 1073–1085) elencata come proprietà dell'abazia di San Paolo fuori le mura. Era amministrata dal vicino monastero di San Cosimato in Trastevere. Tuttavia la chiesa era molto più vecchia. Era collocata esattamente all'estremità dell'antico Ponte Emilio, e durante tutta la sua lunga vita, ebbe vari vomi: "Sanctissimi Salvatoris in Capite Pontis Sanctae Mariae", "Pede Pontis", "de Ponte Sancta Maria" o semplicemente "del Ponte". Era elencata nel Catalogo di Cencio Camerario (1192) e restaurata nel 1475 da papa Sisto IV Della Rovere.
Durante il pontificato di Alessandro VII (r. 1655–1667) fu prodotto un rapporto sullo stato della chiesa che, tra le altre informazioni, includeva una descrizione fatta da un parroco nel 1659, che dettagliava l'umidità e il decadimento che avevano trasformato l'edificio in una rovina e distrutto gli affreschi. Nel 1660 fu effettuato e portato a termine un restauro, che già all'epoca fu considerato insoddisfacente. Nessuno dei suggerimenti di Borromini, che era stato consultato, fu realizzato. 
Nuove opere furono eseguite dopo il 1698, quando la "Congregazione del Santissimo Sacramento" prese il controllo dell'edificio. Nel 1700 fu costruita una nuova facciata barocca e il tetto ottenne una volta. L'architetto in questo periodo fu Ludovico Gregorini.
Nel la Confraternita dei Santi Crispino e Crispiniano dei Calzolai Romani prese il controllo della chiesa dopo aver lasciato la chiesa di Santa Bonosa, nelle vicinanze, e ridedicò la chiesa ai suoi patroni i santi Crispino e Crispiniano. Pertanto, negli ultimi anni, la chiesa fu chiamata di San Crispino.
Negli ultimi anni del governo pontificio, un ponte sospeso di ferro fu costruito sopra le rovine del Ponte Rotto. Tuttavia, le antiche rovine non potevano sopportare il peso e il ponte fu demolito dopo il 20 settembre. La chiesa fu presa e demolita nel 1886 per consentire la costruzione de muraglioni del Tevere e l'apertura del Lungotevere Ripa. La sua posizione, letteralmente sul fiume, rese impossibile la sua salvezza.

## Galleria d'immagini

Immagini
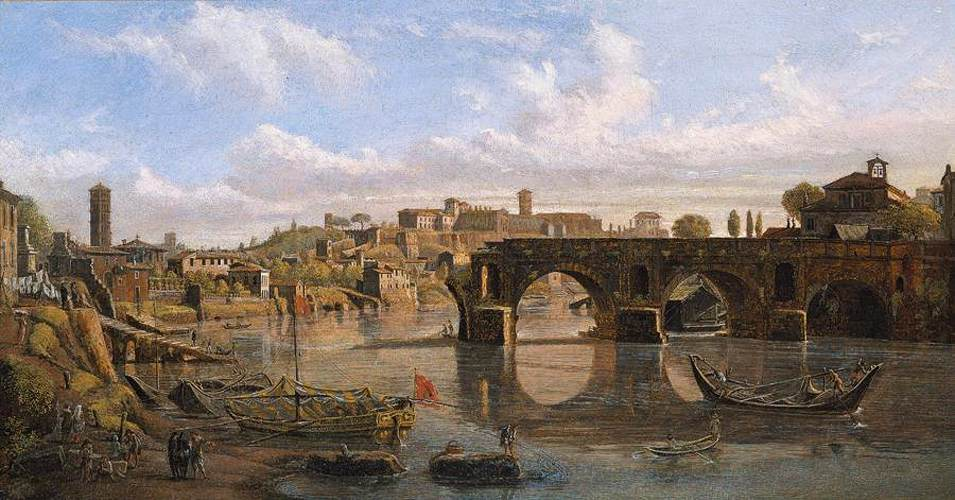
Acquarello di Gaspar van Wittel 1680 ca.). Sulla destra del ponte la chiesa di San Salvatore.
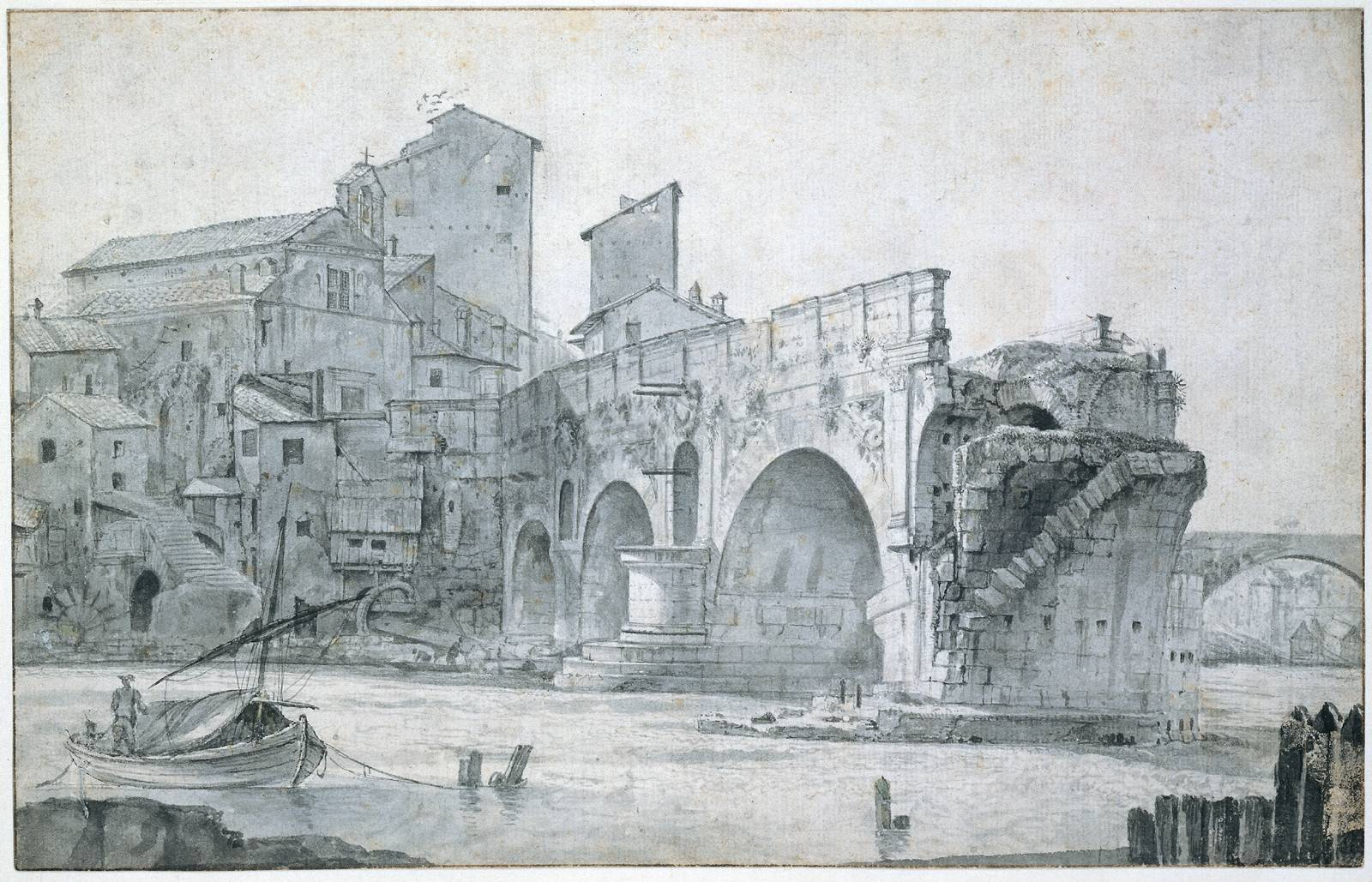
Disegno di Jan Asselijn, (1635-1645 ca.), con il Ponte Rotto in primo piano e la chiesa sul fondo. (Rijksmuseum)